# Goldenes Buch der Stiftungen in Frankfurt am Main
Im Goldenen Buch der Stiftungen in Frankfurt am Main werden die seit 1936 in Frankfurt am Main errichteten Stiftungen eingetragen. Im ersten Band wurden bis 2011 108 Stiftungen verzeichnet. Der 2012 angelegte zweite Band hat bisher 23 Eintragungen.
Insgesamt bestehen in Frankfurt am Main etwa 620 Stiftungen. Als älteste Frankfurter Stiftung gilt das 1267 erstmals erwähnte Hospital zum heiligen Geist. Für die zahlreichen historischen Stiftungen, darunter viele, die in der Inflation 1914 bis 1923 ihr Kapital verloren hatten, wurde ein Erinnerungsbuch der Stiftungen geschaffen.

## Geschichte
Nach der nationalsozialistischen Machtergreifung 1933 ließ Oberbürgermeister Friedrich Krebs eine von Stadtrat Bruno Müller geleitete Stiftungsabteilung gründen, die dem städtischen Rechtsamt zugeordnet war und die Aufsicht über die Frankfurter Stiftungen führen sollte. In den Folgejahren wurden zahlreiche Stiftungen jüdischer Bürger zwangsweise aufgelöst und ihr Vermögen auf städtische Stiftungen übertragen. Darüber hinaus mussten viele Stiftungen, die ihr Vermögen verloren hatten, aufgelöst werden.
Müller schlug vor, alle nach dem Tag der Machtergreifung am 30. Januar 1933 errichteten Stiftungen ab 10.000 Reichsmark in ein neues Goldenes Buch aufzunehmen und für die aufgelösten Stiftungen ein Erinnerungsbuch anzulegen. Beide sollten von Frankfurter Künstlern aufwendig gestaltet werden. Jüdische Stiftungen durften nicht berücksichtigt werden.
Im Januar 1936 lag der lederne Einband mit Messingbeschlägen vor. Jede neu errichtete Stiftung sollte in chronologischer Reihenfolge eine von Hand gestaltete Seite mit der eigenhändigen Unterschrift des Stifters erhalten. Der erste Eintrag stammte von Adolf Hitler, der im Juli 1935 10.000 Reichsmark für den Bau eines Kriegerdenkmals in Höchst und Nied gespendet hatte.
Den Zweiten Weltkrieg überstand das Goldene Buch mit geringen Schäden. Bereits 1946 erfolgten die ersten Einträge der Nachkriegszeit. 1950 wurde der 1945 von der amerikanischen Militärregierung als NSDAP-Mitglied entlassene, aber 1949 im Spruchkammerverfahren als Mitläufer eingestufte Bruno Müller wieder Leiter der Stiftungsabteilung. 1958 veröffentlichte er das Buch „Stiftungen für Frankfurter am Main“; darin schrieb er, im Goldenen Buch würden die nach 1930 errichteten Stiftungen vermerkt, offenbar um den Zusammenhang mit der nationalsozialistischen Initiative zu verschleiern. Das Blatt mit der Spende Adolf Hitlers war zu diesem Zeitpunkt bereits entfernt und das Titelblatt mit Hakenkreuz durch eine neue Titelseite mit dem Vermerk „von 1930 an“ ersetzt worden.
Das erste Goldene Buch war nach dem Eintrag von 108 Frankfurter Stiftungen 2011 gefüllt. Seit 2012 wird es durch einen zweiten Band mit bisher 23 Einträgen fortgeführt.
Die Eintragungen im Stiftungsbuch werden durch die Stiftungen selbst veranlasst. Die künstlerische Gestaltung der einzelnen Blätter aus Büttenpapier ist den Stiftern überlassen, sie wird jedoch jeweils vom Rechtsamt der Stadt begleitet. Die Eintragung selbst wird von einem öffentlichen Akt im Beisein von Vertretern der Stadt und von Repräsentanten der Stiftung  durchgeführt.
Seit 2014 können Details aus den zwei Bänden des Goldenen Buchs der Stiftungen über die Internetseite der Stadt Frankfurt abgerufen werden.